# Himno de la Independencia de Brasil
El Himno de la Independencia de Brasil (en portugués: Hino da Independência) es una canción patriótica oficial brasileña, creado en 1822, conmemorando la declaración de independencia de Portugal. Su melodía fue compuesta por el Emperador de Brasil, Don Pedro I, y fue popular hasta su abdicación en 1831. La letra fue escrita por Evaristo da Veiga.

## Historia
Don Pedro I buscaba una canción patriótica para representar el ansia de libertad de su pueblo, pero la popularidad adquirida gracias a la asociación cercana del himno con el Príncipe Regente en las mentes de los ciudadanos pronto desapareció. 
A pesar de todo, la composición de Pedro I ha permanecido en la memoria de los brasileños y adoptada como una de las canciones patrióticas oficiales del país.

"Independencia o Muerte!" De Pedro Américo, 1888

## Letra
Normalmente las estrofas 3, 4, 5, 6, 8 y 10 son omitidas cuando el himno de la Independencia es cantado.